# Mucoproteine
Le mucoproteine sono glicoproteine acide prodotte a livello epatico che aumentano in presenza di fenomeni infiammatori, necrotici e neoplastici.  Probabilmente questi fenomeni inducono la liberazione di sostanze che a livello epatico inducono un aumento della produzione di mucoproteine. Aumentano nelle sindromi nefrosiche, nell'ittero da stasi e nell'artrite reumatoide. All'elettroforesi, migrano nella regione sia delle alfa che beta globuline.
Sono chiamate mucoproteine in quanto la componente glicidica è maggiore del 4% rispetto alle glicoproteine che ne presentano una quantità inferiore al 4%.